# Tráseas de Eumênia
São Tráseas foi um mártir cristão do século II. Foi também bispo de Eumênia, na província romana da Ásia proconsular.

## Vida e obra
Seu nome é mencionado em dois documentos antigos que comprovam seu martírio: a controvérsia de Apolônio de Éfeso contra Montano, e a carta de Polícrates de Éfeso ao papa Vítor. Este último documento informa, também, que Tráseas era mais um bispo a celebrar a Páscoa em 14 de Nisan, ao contrário da tradição ortodoxa doutrinária (veja quartodecimanismo)